# Flip (pattinaggio)
Il flip è un salto puntato del pattinaggio artistico, parte da un filo interno sinistro indietro e dopo una puntata con il pattino destro, ed una o più rotazioni in aria, si atterra su un filo esterno destro indietro.

## Tecnica
Si esegue iniziando con un filo esterno sinistro avanti, dopodiché si esegue un tre esterno e si stacca dal filo interno sinistro indietro, puntando con il piede destro, le braccia si chiudono in avanti e si gira verso sinistra; all'atterraggio, dopo una rotazione intera, in cui la gamba sinistra incrocia sulla destra, si distendono le braccia e ci si ritrova sul filo esterno destro indietro.
Un altro ingresso comune è quello con il mohawk: destro interno avanti, sinistro interno indietro, puntata e salto.

## Storia del salto
Non sono accertate le origini del salto, ma fu eseguito certamente a partire dagli anni trenta. Nella 2016 Team Challenge Cup il giapponese Shōma Uno è stato il primo atleta a completare con successo il quadruplo flip durante una competizione.